# Рехлин, Карл
Карл Ре́хлин (нем. Carl Rechlin; 1802—1875) — немецкий художник. Свои картины подписывал разными подписями: «C.Rechlin», «CRechlin» и «Rechlin».

## Биография
Родился 31 марта 1802 года в Штральзунде. Был шестым ребёнком в семье портного Георга Фридриха Рехлина и его жены Катарины Софии, урожденной Грек.
На его воспитание повлияли взгляды немецкого философа Вильгельма Гумбольдта. Образование Карл получил между 1826 и 1828 годами в Королевской академии искусств в Берлине. Его современники считали, что Рехлин может стать учеником Франца Крюгера.
В 1830 году он совместно с Людвигом Эльшольтцем написал картину «Прусская армия». От имени прусской королевской семьи для российского царского двора он создал несколько картин с сюжетами из армейской военной и повседневной жизни. Один из его картин — «Открытие Александровской колонны в Петербурге», написана в 1834 году; Рехлин был очевидцем этого события. В 1835 году он написал монументальное полотно «Большой парад в Калише». Картина находится сегодня во дворце Шарлоттенбург.
Умер 22 декабря 1875 года в Темпельхофе, был похоронен на старом кладбище деревенской церкви.
- «Атака лейб-казаков под Лейпцигом 4 октября 1813 года»
- «Большой парад в Калише»
- «Смотр войск наследным принцем Фридрихом Вильгельмом Прусским в Бреслау»

С помощью немецкого потомка музейным работникам Новочеркасского музея истории донского казачества удалось точно определить имя автора живописной работы «Атака лейб-казаков под Лейпцигом». Эта картина стала официальным символом IV Всемирного конгресса казаков в 2012 году.

### Семья
В 1833 году Карл женился на дочери богатого фермера Агнес Луизе Августе Штекебрандт (ум. 1862), от которой имел семерых детей. Семья жила в деревне Темпельхоф.
Второй его сын Карл Вильгельм Людвиг Бернхардт Рехлин (1836—1882) также стал художником.